# Kissomkút
Kissomkút (románul: Șomcutu Mic) falu Romániában, Erdélyben, Kolozs megyében.

## Fekvése
Déstől nyugatra, az Alparéti úton fekvő település.

## Története
Kissomkút, Somkút nevét 1356-ban említette először oklevél Somkuth néven. (Kádár VI. 115). További névváltozatai: 1423-ban Sumkwth, 1733-ban Somkut, 1808-ban Somkút, Somkutá, 1888-ban Kis-Somkút, 1913-ban Kissomkút.
1439előtt a Somkutiaké, a Kecsetiek a Somkwth-i László fia néhai Miklóstól vásárolt Somkút felét 150 Ft-ért és 30 Ft-ot érő három hordó borért átengedték Losonczy Dezső erdélyi vajdának, minthogy az a Losonczyak elődei idejében is csicsói várukhoz tartozott.
1467-ben Somkwth és az itteni vám is Csicsó vár tartozéka volt.
1473-ban Kecseti Gál deák tiltotta a Bánffyakat és azok Somkuth-on lakó jobbágyait Keménye és Törpény határához tartozó földjei használatától és erdőinek vágásától.
A trianoni békeszerződés előtt Szolnok-Doboka vármegye Dési járásához tartozott.
1910-ben 633 lakosából 11 magyar, 622 román volt. Ebből 18 római katolikus, 604 görögkatolikus, 11 izraelita volt.

## Források

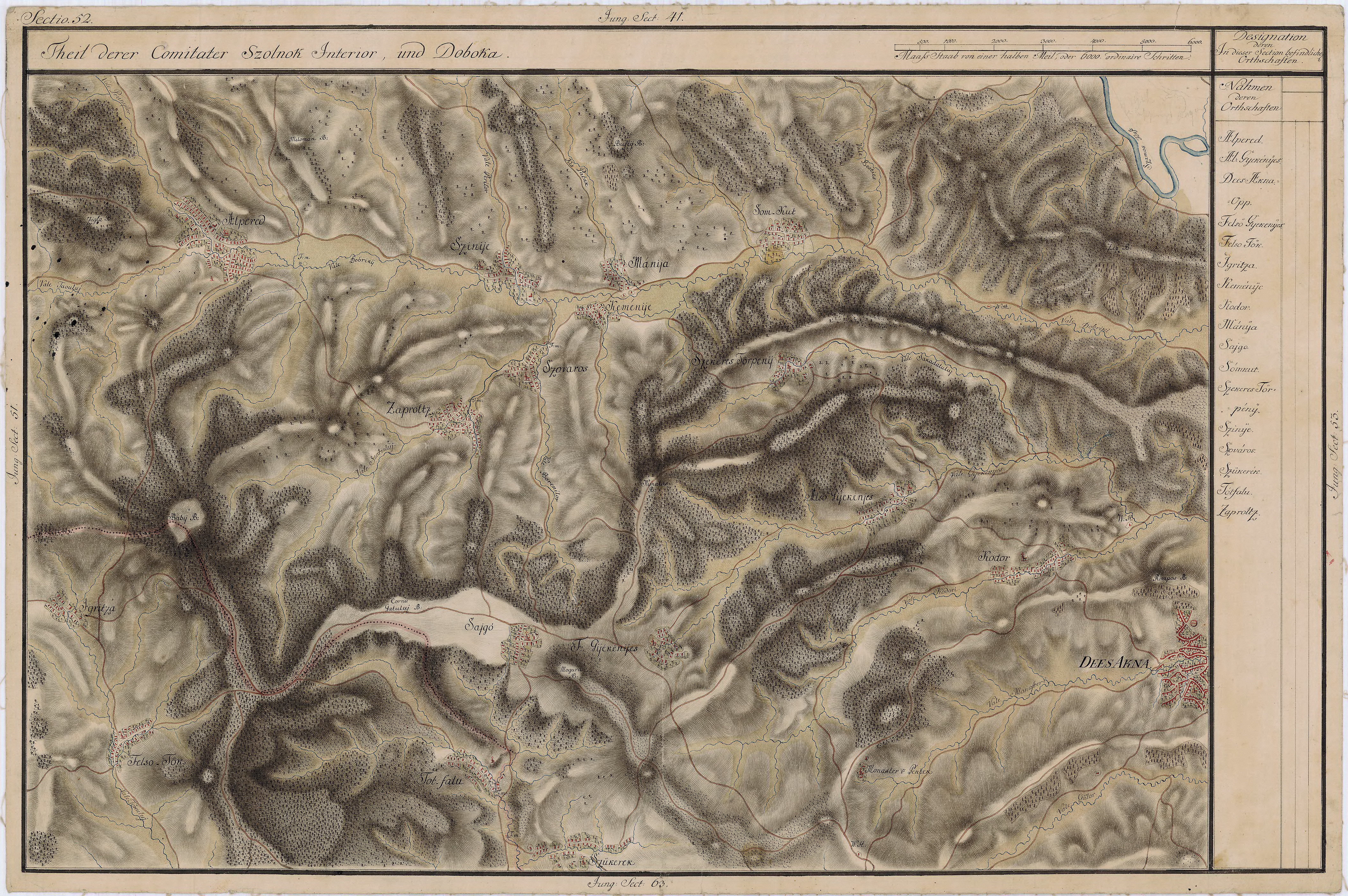
Kissomkút egy régi térképen